# When I’m Sixty-Four
When I’m Sixty-Four (englisch für „Wenn ich vierundsechzig bin“) ist ein von Paul McCartney verfasstes Lied der Band The Beatles, das 1967 als neunter Titel auf der LP Sgt. Pepper’s Lonely Hearts Club Band veröffentlicht wurde. Als Copyright-Inhaber sind Lennon/McCartney angegeben.

## Hintergrund
Bereits zu ihren frühen Club-Zeiten spielte die Band das Lied (mit dem Reimschema abcc statt dem üblicheren abab) häufig dann, wenn die Anlage bei Konzerten ausfiel. Im Juli 1966 wurde McCartneys Vater James 64 Jahre alt, was seinen Sohn möglicherweise dazu inspirierte, den Titel aus seinem Archiv zu holen und aufzunehmen. Der Text und die Music-Hall-Atmosphäre vermittelnde Melodie, welche McCartney bereits um 1958 als Partysong vollständig ausgearbeitet hatte, aber erst um 1966 mit Text versehen hatte, wurden jedoch mehrmals modifiziert. McCartneys Song war wahrscheinlich vom Humor in Louis MacNeices Gedicht Bagpipe Music beeinflusst; die Namen von MacNeices Enkelkindern (Vera, Chuck und Dave) kommen zudem – als die von Enkelkindern – in When I’m Sixty-Four vor.
George Martin sagte zu dem Lied:

“If you look at the lyrics you can see that underneath the jokiness they are saying ‚Isn’t old age awful? Banality, tedium, nothingness, poverty, routine‘.”

„Betrachtet man den Text genauer, wird man feststellen, dass zwischen den ulkigen Zeilen etwas anderes geschrieben steht: ‚Ist das Alter nicht entsetzlich? Banalität, Langeweile, Nichtigkeit, Armut, Gewohnheit‘.“

## Aufnahmen
Die Aufnahmen für das Stück fanden am 6. und 8. sowie am 20. und 21. Dezember 1966 in den Abbey Road Studios (Studio 1 und 2) mit dem Produzenten George Martin in London statt. Geoff Emerick war der Toningenieur der Aufnahmen. Die Komposition stammt von Paul McCartney, der sie am Klavier seines Vaters in der Forthlin Road in Liverpool geschrieben hat, und wurde zwischen den Aufnahmesessions zu Strawberry Fields Forever eingespielt. Ringo Starr spielte die Percussions mit einem harten Jazzbesen und verwendete unterschiedliche Glocken. Bei der Abmischung wurde die Aufnahme um rund einen Halbton erhöht, um McCartneys Stimme jünger klingen zu lassen.
Es wurde eine Monoabmischung am 30. Dezember 1966 und eine Stereoabmischung am 17. April 1967 hergestellt.
Besetzung:
- John Lennon: Gitarre, Hintergrundgesang
- Paul McCartney: Bass, Klavier, Gesang
- George Harrison: Hintergrundgesang
- Ringo Starr: Schlagzeug, Röhrenglocken
- Robert Burns, Henry Mac Kenzie, Frank Reidy: Klarinette

## Instrumentierung
Das Lied wird vorwiegend von einem Klarinettentrio (zwei B-Klarinetten und einer Bassklarinette) begleitet, ungewöhnlich auch in anderen Musikgenres, aber vor allem natürlich für Rock ’n’ Roll. George Martin sagte, dies gehe auf den Wunsch Paul McCartneys zurück, „to get around the lurking schmaltz factor“ (deutsch: „um den sich aufdrängenden Schmalzfaktor zu umgehen“), durch den „klassischen“ Einsatz der Klarinetten. In der letzten Strophe spielt eine der Klarinetten die zweite Stimme zu Paul McCartneys Gesang: eine ungewöhnliche Methode der Begleitung, besonders im Jahr 1967. Weitere Begleitinstrumente sind ein Klavier, E-Bass, Röhrenglocken und E-Gitarre.

## Film Yellow Submarine
Das Stück fand 1968 Verwendung im Zeichentrickfilm Yellow Submarine. Unmittelbar vor dem Lied erscheint ein kurzer Text, aus dem hervorgeht, dass 64 Jahre einer Anzahl von 33.661.440 Minuten entsprechen. Anschließend wird während des Intros auf unterschiedliche Weise von Null bis 64 hochgezählt.

## Veröffentlichung
- Am 30. Mai 1967 erschien in Deutschland das 12. Beatles-Album Sgt. Pepper’s Lonely Hearts Club Band, auf dem When I’m Sixty-Four enthalten ist. In Großbritannien wurde das Album am 26. Mai veröffentlicht, dort war es das neunte Beatles-Album. In den USA erschien das Album sechs Tage später, am 1. Juni, dort war es das 14. Album der Beatles.
- Am 13. September 1999 erschien das von Peter Cobbin und seinen Assistenten Paul Hicks und Mirek Stiles neu abgemischte Soundtrackalbum Yellow Submarine Songtrack. Bei When I’m Sixty-Four wurde der Gesang zentriert und die Instrumente separiert, das Schlagzeug ist dominanter. Es wurden für den wiederveröffentlichten Film Yellow Submarine darüber hinaus 5.1-Abmischungen angefertigt.
- Am 26. Mai 2017 erschien die 50-jährige Jubiläumsausgabe des von Giles Martin und Sam Okell neuabgemischten Albums Sgt. Pepper’s Lonely Hearts Club Band (Super Deluxe Box), auf dieser befinden sich, neben der Monoversion, die bisher unveröffentlichte Version (Take 2) von When I’m Sixty-Fou.

## Deutschsprachige Versionen
Marius Müller-Westernhagen veröffentlichte 1972 eine deutsche Version unter dem Titel Wenn ich mal alt bin. 1976 gab es eine weitere deutsche Version unter dem Titel Wenn ich vierundsechzig bin, gesungen von Udo Lindenberg. Franz Hohler veröffentlichte eine schweizerdeutsche Version unter dem Titel Weni mol alt bi. Eine Version mit Strophen auf Kölsch und Sächsisch von Daniel Dickopf gibt es von den Wise Guys.